# Radiogalan
Radiogalan är/var en årligen återkommande fest för medarbetare i radiobranschen i Sverige. Radiogalan, som arrangerats av Radioakademin, innehåller bland annat prisceremonin där Stora radiopriset delas ut. Radiogalan har hållits på kvällen samma dag som endagsarrangemanget Radiodagen. 2016 lades arrangemanget på is.

## Historik
Radiogalan hölls 2006 på Fryshuset i Stockholm och direktsändes då i Sveriges Radio. 2007 års upplaga hölls den 29 mars på Gamla Tryckeriet i Bromma. 2015 hölls den sista/senaste Radiogalan, varefter arrangemanget tagit en "paus".

## Radiodagen
Radiogalan med prisutdelningen arrangeras på kvällen samma dag som Radiodagen. Denna är ett årligt endagsarrangemang som arrangeras i september av MTG Radio, SBS Radio, Sveriges Radio och Utbildningsradion.